# Semiothisa maricopa
Semiothisa maricopa là một loài bướm đêm trong họ Geometridae.